# Arthur Hamilton Lee
Arthur Hamilton Lee, 1. vikomt Lee (Arthur Hamilton Lee, 1st Viscount Lee of Fareham, 1st Baron Lee of Fareham) (8. listopadu 1868, Bridport, Anglie – 21. července 1947, Avening, Anglie) byl britský politik, důstojník, diplomat a filantrop. Původně sloužil v armádě a diplomacii, později byl dlouholetým poslancem Dolní sněmovny za Konzervativní stranu. Od roku 1918 byl s titulem barona členem Sněmovny lordů, poté byl ministrem zemědělství (1919–1921) a ministrem námořnictva (1921–1922). Po odchodu z aktivní politiky byl povýšen na vikomta (1922). Patřil k významným mecenášům umění a proslul mimo jiné tím, že své soukromé sídlo Chequers Court daroval státu jako odpočinkovou rezidenci pro britské premiéry. Britští premiéři tento zámek začali častěji využívat až ve 21. století, naposledy v roce 2020 Boris Johnson.

## Životopis

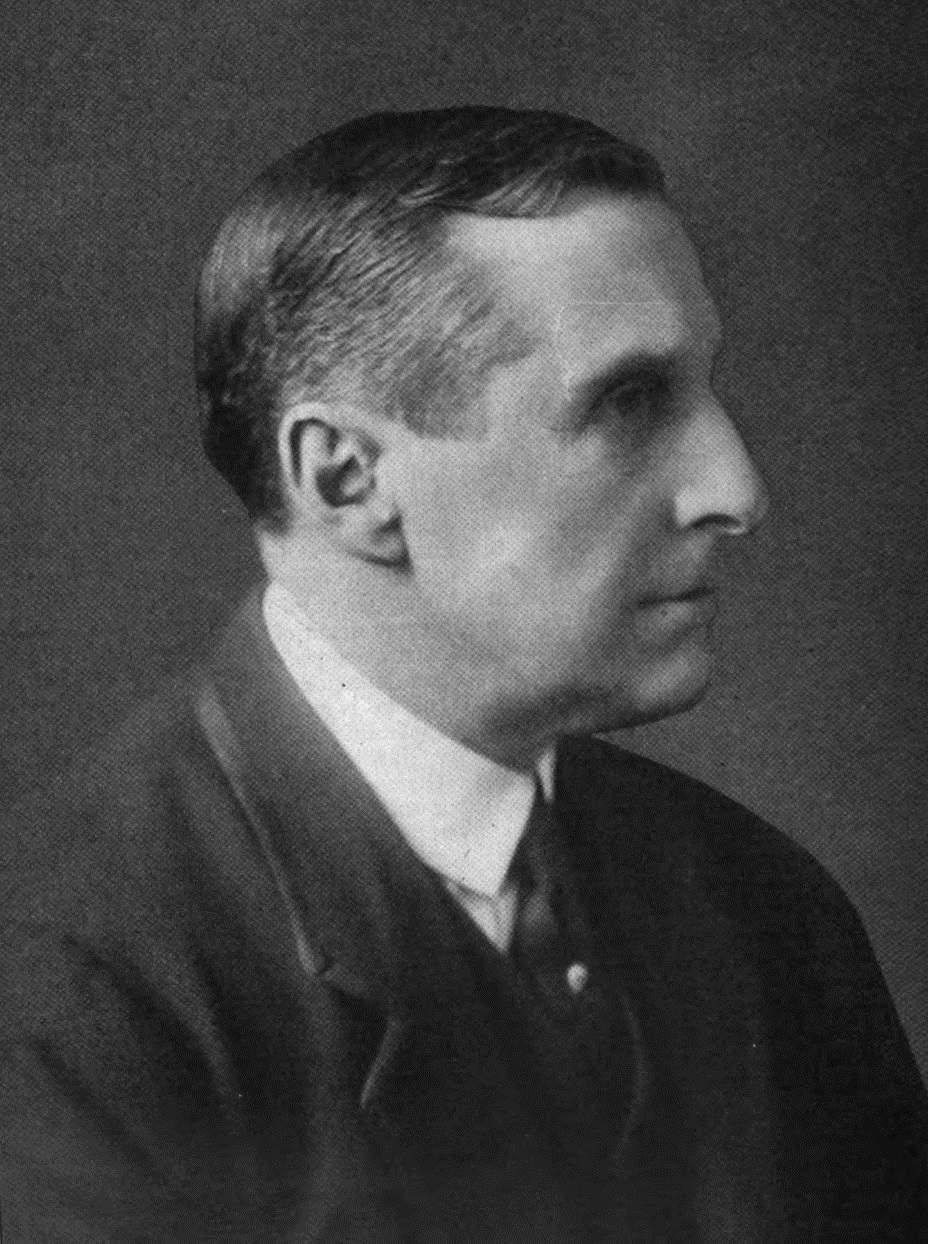
Portrét přibližně 1921

Pocházel z Dorsetu, narodil se jako mladší anglikánského kněze Melvilla Lauristona Lee (1821–1870). Po studiích na vojenské škole ve Woolwichi vstoupil do armády v hodnosti podporučíka a v letech 1888–1891 sloužil v Hongkongu. V letech 1893–1900 žil v Kanadě, kde působil jako vojenský pedagog v Ontariu, zároveň byl pověřen geografickými průzkumy a uplatnil se i jako dopisovatel deníku Daily Chronicle. Během španělsko-americké války byl vojenským atašé v USA a na Kubě, v armádě dosáhl hodnosti majora, ale jako diplomat užíval dočasné hodnosti podplukovníka.
Po návratu do Británie vstoupil do aktivní politiky a v letech 1900–1918 byl poslancem Dolní sněmovny za Konzervativní stranu, v parlamentu zastupoval město Fareham v hrabství Hampshire. V Balfourově vládě zastával funkci civilního lorda admirality (1903–1905), poté byl deset let v opozici proti Campbell-Bannermanově a Asquithově vládě. V letech 1910–1914 byl předsedou parlamentní komise pro leteckou obranu. Do vlády se znovu dostal za první světové války, kdy byl nejprve parlamentním tajemníkem na ministerstvu pro výrobu munice (1915–1916) a poté krátce vojenským tajemníkem premiéra Davida Lloyd Georga. V roce 1918 získal titul barona a vstoupil do Sněmovny lordů. V koaliční Lloyd Georgově vládě byl ministrem zemědělství a rybolovu (1919–1921) a poté prvním lordem admirality (1921–1922), od roku 1919 byl zároveň členem Tajné rady. Jako ministr námořnictva byl od listopadu 1921 do února 1922 britským delegátem na mezinárodní konferenci ve Washingtonu. Po rezignaci Lloyd Georgovy vlády byl v roce 1922 povýšen na vikomta a nadále zůstal aktivní ve Sněmovně lordů, angažoval se také v různých komisích a organizacích. Spolu s manželkou patřil k významným mecenášům umění, při příležitosti 40. výročí sňatku přispěli k výzdobě interiéru Westminsterského opatství. Byl též kurátorem muzea Wallace Collection a Národní galerie.
Za první světové války obdržel Řád lázně (1916), později získal velkokříž Řádu britského impéria (1918). Po odchodu z aktivní politiky byl dekorován Řádem indické hvězdy (1925) a nakonec velkokřížem Řádu lázně (1929). Zemřel na svém venkovském sídle Old Quarries ve vesnici Avening (Gloucestershire) bez potomstva a jeho úmrtím titul vikomta zanikl. Byl autorem vlastní biografie, která byla vydána v roce 1974 (Good Innings. The Private Papers of Viscount Lee of Fareham, Londýn, 1974).

## Zámek Chequers

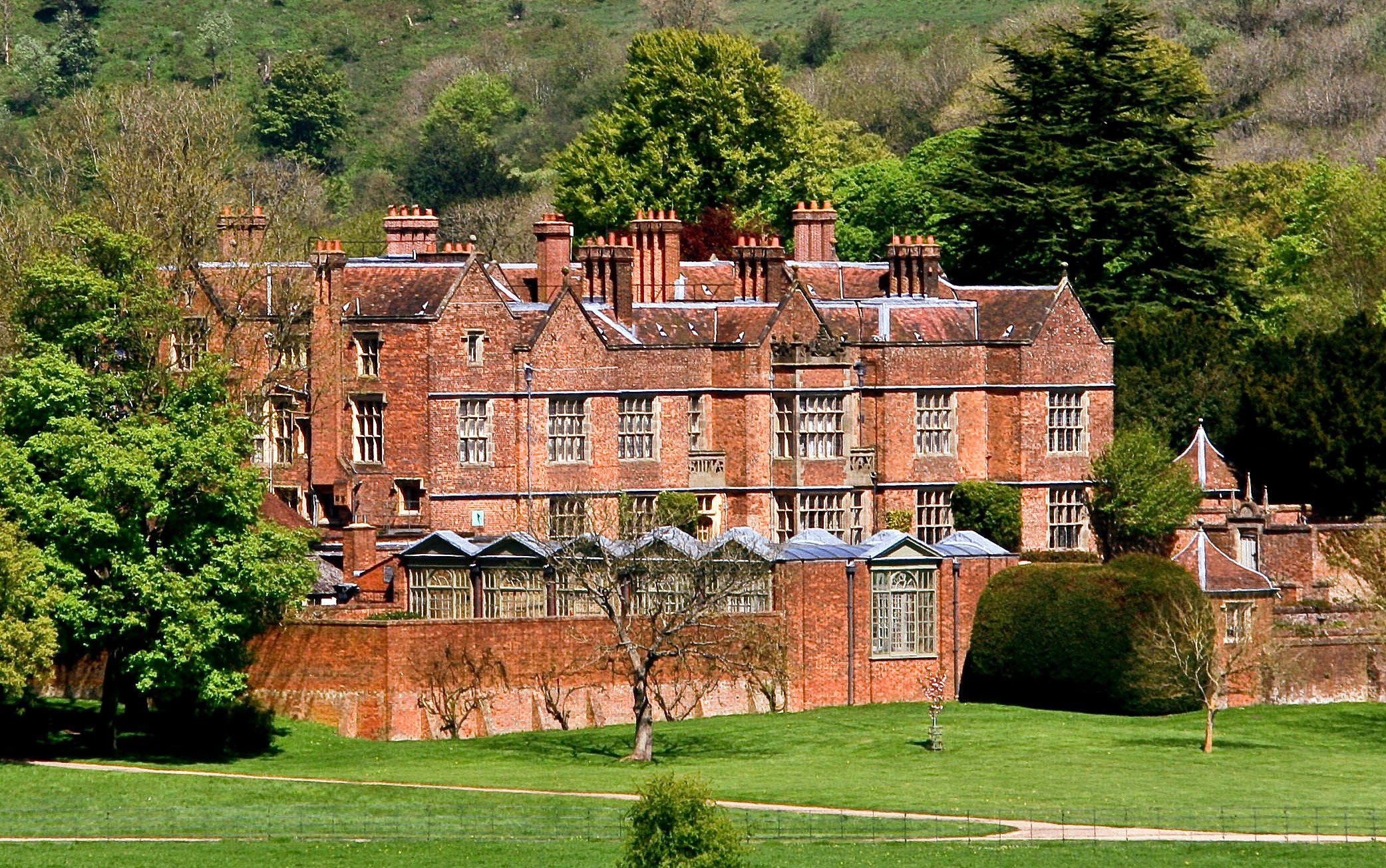
Zámek Chequers Court (Buckinghamshire)

V roce 1899 se v Americe oženil s Ruth Moore (1869–1966), dcerou newyorského bankéře Johna Godfreye Moora (1847–1899). Díky svému původu byla Ruth finančně naprosto nezávislá a v roce 1909 si pronajala panství Chequers v hrabství Buckinghamshire. Zdejší sídlo má velmi bohatou historii a v jeho vlastnictví se vystřídala řada rodů. Novogotická podoba zámku pochází z 19. století, kdy jej vlastnila rodina Greenhill-Russell. V roce 1912 odkoupila Ruth Lee zámek do osobního vlastnictví a spolu s manželem přistoupila k jeho dalším stavebním úpravám. V roce 1917 se manželé rozhodli darovat zámek státu jako odpočinkovou rezidenci pro britské premiéry, fakticky jej ale opustili až v roce 1921. Jako občasné sídlo využíval zámek Chequers Court poprvé v roce 1921 David Lloyd George, poté další premiér Andrew Bonar Law. Několik dalších desetiletí zůstal zámek stranou zájmu, až koncem 20. století se o něj začala zajímat Norma Major, manželka premiéra Johna Majora, která pak o historii panství a zámku napsala knihu. Až v roce 2007 začal zámek pro své víkendové pobyty využívat premiér Gordon Brown. V roce 2018 zde Theresa Mayová uspořádala zasedání vlády o brexitu, jehož výsledkem byl tzv. plán z Chequers. Zatím naposledy využil sídlo Boris Johnson, který se na zámku v roce 2020 zotavoval po onemocnění covidem.